# Liste der Biografien/Lua
Liste der Biografien |
Portal Biografien |
Personensuche
# |
A |
B |
C |
D |
E |
F |
G |
H |
I |
J |
K |
L |
M |
N |
O |
P |
Q |
R |
S |
T |
U |
V |
W |
X |
Y |
Z |
?
 
La |
Lb |
Lc |
Le |
Lg |
Lh |
Li |
Lj |
Ll |
Lm |
Lo |
Lp |
Lt |
Lu |
Lv |
Lw |
Lx |
Ly |
Lz
 
Lua |
Lub |
Luc |
Lud |
Lue |
Luf |
Lug |
Luh |
Lui |
Luj |
Luk |
Lul |
Lum |
Lun |
Luo |
Lup |
Luq |
Lur |
Lus |
Lut |
Luu |
Luv |
Luw |
Lux |
Luy |
Luz
Die Liste der Biografien führt alle Personen auf, die in der deutschsprachigen Wikipedia einen Artikel haben. Dieses ist eine Teilliste mit 22 Einträgen von Personen, deren Namen mit den Buchstaben „Lua“ beginnt.

## Lua
- Lua, August Ludwig (1819–1876), deutscher Lehrer und Schriftsteller

### Lual
- Lual, Costello Garang Ring (* 1953), südsudanesischer Politiker
- Lualdi, Adriano (1885–1971), italienischer Komponist, Musikpädagoge und -kritiker
- Lualdi, Alessandro (1858–1927), italienischer Kardinal der römisch-katholischen Kirche und Erzbischof von Palermo
- Lualdi, Antonella (1931–2023), italienische Filmschauspielerin
- Lualdi, Valerio (* 1951), italienischer Radrennfahrer
- Luallen, Crit (* 1952), US-amerikanischer Politiker
- LuaLua, Kazenga (* 1990), kongolesischer Fußballspieler
- LuaLua, Lomana (* 1980), kongolesischer Fußballspieler

### Luam
- Luambo, Franco (1938–1989), kongolesischer Sänger, Gitarrist und Bandleader

### Luan
- Luan Patrick (* 2002), brasilianischer Fußballspieler
- Luan, Jin (* 1958), chinesischer Badmintonspieler
- Luan, Jujie (* 1958), kanadische Florettfechterin chinesischer Herkunft
- Luan, Patrick (* 1998), brasilianischer Fußballspieler
- Luan, Zhengrong (* 1974), chinesische Skilangläuferin
- Luana (* 1993), brasilianische Fußballspielerin
- Luang-Vija, Fabrice (* 1967), französischer Animator
- Luangpetcharaporn, Udom (* 1956), thailändischer Badmintonspieler
- Luangsuphom, Anousa (* 1998), laotischer Menschenrechtsaktivist
- Luani, Shalom (* 1994), amerikanisch-samoanischer Fußballspieler

### Luar
- Luarsabischwili, Nino (* 1977), georgische Tennisspielerin

### Luaz
- Luazes, Amália (1865–1938), portugiesische Pädagogin und Schriftstellerin